# Теелен Паллокенття
Паллокенття або Теелен Паллокенття (фін. Töölön pallokenttä, відомий також своїм прізвиськом Bollis, швед. Tölö bollplan) — футбольний стадіон в місті Гельсінкі, Фінляндія. Стадіон розташований в районі Теолен і сьогодні він вміщує 4000 глядачів. Теолен Паллокенття побудований в 1915 році. Він вважається першим футбольним стадіоном у Фінляндії. 
У 2000-2001 роках на стадіоні проводилися ремонтні роботи. На цьому стадіони проводять матчі команди ГІФК і Атлантікс.
Під час літніх Олімпійських іграх 1952 стадіон прийняв п'ять футбольних матчів; Югославія проти Індії, Угорщини проти Італії, Швеції проти Австрії, Німеччини проти Бразилії та Югославії проти Данії.